# ユニティ・テクノロジー
ユニティ・ソフトウェア（英語: Unity Software Inc.、商号: ユニティ・テクノロジー〈英語: Unity Technologies〉） はサンフランシスコに拠点を置くアメリカのビデオゲームソフトウェア開発会社である。
2004年にオーバー・ザ・エッジ・エンターテインメントとしてデンマークで設立され、2007年に社名を変更した。Unity Technologiesは、ビデオゲームやその他のアプリケーションを作成するために使用されるライセンスゲームエンジンであるUnityの開発で最もよく知られている。

## 歴史

### 創業初期(2004-2008)
Unity Technologiesは、デビッド・ヘルガソン（CEO）、ニコラス・フランシス（最高制作責任者）、ヨアヒム・アンテ（最高技術責任者）によって2004年にコペンハーゲンでオーバー・ザ・エッジ・エンターテインメントとして設立された。
Over the Edgeは2005年に最初のゲーム『GooBall』をリリースした。ゲームは商業的に失敗したが、3人の創設者はゲーム開発を簡素化するために作成したゲーム開発ツールに価値を見出したため、他の開発者のためのエンジンの作成に会社の焦点を移した。
同社は、ゲーム開発を「民主化」し、2Dおよび3Dインタラクティブコンテンツの開発をよりアクセスしやすくしようとした。
Unityは、2006年のApple Design AwardsでMac OS X Graphicsのベストユースの次点に選ばれた。
Unity Technologiesがプラットフォームを完全にサポートする最初のエンジンの1つを生産したため、同社は2007年のiPhoneのリリースとともに成長した。
iPhoneとApp Storeがリリースされたとき、ゲーム業界はコンソールゲームに焦点を当てていたため、Unityはモバイルゲームを作成しようとしている開発者をサポートするように位置づけられた。
iPhoneでのその優位性は、数年間ほとんど争われなかった。
2007年、Over the EdgeはUnity Technologiesに社名を変更した。

### 新しいプラットフォームと拡張 (2009–2019)
この技術は、さまざまなプラットフォーム向けに開発された。
2018年までに、Unityはモバイル、デスクトップ、コンソール、バーチャルリアリティを含む25以上のプラットフォームでゲームやその他の体験を作るために使用された。
Unityゲームはウェブ上に展開することもできる。
Unity Asset Storeは、Unityユーザーがプロジェクト資産(アートワーク、コードシステム、オーディオなど)を相互に販売するためのオンラインマーケットプレイスとして2010年11月に開始された。
2012年4月、Unityには100万人の登録開発者がいたと伝えられており、そのうち30万人が毎月Unityを使用していた。同年5月、ゲーム開発者による調査では、モバイルゲーム開発者の約53%がUnityを使用していることが明らかになった 。
2016年までに、同社は550万人以上の登録ユーザーを報告した。
Unityの魅力は、技術的な知識が不足している人々でもゲームをゼロからプログラミングし、ゲームやその他のシミュレーションを作成できることだ。
Facebookは、2013年にUnityゲームエンジンを使用してゲーム用のソフトウェア開発キットを統合した。Unity SDKは現在、開発者が広告キャンペーンの効果を測定できるアプリケーションイベントや、ソーシャル投稿からゲーム内の特定の目的地にユーザーを直接誘導するディープリンクをサポートしている。また、ユーザーはゲーム内のスクリーンショットを簡単にキャプチャして共有することができる。。
Unityは、2014年3月にヘルシンキに拠点を置くモバイルサービスプロバイダーであるApplifierを買収した。Applifierのゲームリプレイ共有とコミュニティサービスは、当初Everyplayと呼ばれ、Unity Everyplayとして知られるようになった。この買収はまた、Applifierのモバイルビデオ広告ネットワークであるGameAdsがUnity Adsになったことを意味する。
2014年後半には、開発者向けのデータ分析プラットフォームであるPlaynomics（現在のUnity Analytics）と、継続的インテグレーションサービスがUnity Cloud Buildとして知られるようになったTsugiの2つの買収が続いた。
2014年10月、ヘルガソンはブログ記事で、ゲーム会社エレクトロニック・アーツの元CEOであるジョン・リッチティエロの後任としてCEOを辞任すると発表した。ヘルガソンは副社長として会社に残った。
ソフトウェア開発者のNianticは、2016年にUnityエンジンを使用して構築されたPokémon Goをリリースした。
Pokémon Goの成功に続いて、Unity Technologiesは数ラウンドの資金調達を行い、同社の評価を高めた。2016年7月、1億8,100万ドルの資金調達ラウンドは、同社を約15億ドルと評価した。
2017年5月、同社は4億ドルを調達し、28億ドルと評価された。
そして2018年、UnityのCEOは、同社を約30億ドルと評価した1億4500万ドルのラウンドを確認した。
また、2016年、FacebookはUnityで新しいPCゲームプラットフォームを開発した。 2017年、Unity Technologiesは、小売業者のGameからマルチプレイヤーサーバーゲームホスティングを提供するビジネスであるMultiplayを1900万ポンドで買収した。
Unity Technologiesは、2017年にプラットフォームのUnity 2017バージョンをリリースした。
Unityは2017年にARCoreでGoogleと協力して、Androidデバイスやアプリ用の拡張現実ツールを開発した。
翌年、Unity TechnologiesはGoogle Cloudと協力してオンラインゲーム開発者にサービスを提供し、Alphabet Inc.の子会社DeepMindは仮想世界の人工知能を開発した。
Unityプラットフォームは、強化された学習を通じて機械を支援するために使用される。Fast Companyによると、DeepMindはUnityソフトウェアを使用して、コンピュータが試行錯誤を通じて継続的に目標を達成しようとする「物理現実的な環境」でアルゴリズムを訓練する。
Unity Technologiesソフトウェアの使用は、映画やテレビ、自動車など、2010年代にゲームを超えて拡大した。
自動車業界では、自動車メーカーはUnityのバーチャルリアリティプラットフォームを設計と仮想世界の自動車テストシミュレーションに使用している。 
2018年10月、ユニティ・テクノロジーズはカナダのバーチャル映画会社であるデジタル・モナーク・メディアを買収した。
Unity Technologiesは、2018年11月にUnity Icon Collectiveを作成した。
チームは、PCとコンソール用のUnity Asset Storeで販売するアセットを作成する。
キャラクター、環境、アート、アニメーションなどの資産は、高品質のゲームで使用できる。この動きは、Epic GamesのUnreal Engineなど、Unityのライバルと競争しようとする試みと見なされた。
同社は2019年1月にマサチューセッツ州フラミンガムに拠点を置くクロスプラットフォームの音声およびテキストチャットプロバイダーであるVivoxを買収した。金額は1億2340万ドルで、 同社はUnity Technologiesの完全子会社となり、独立して運営されている 。Vivoxの技術は、Fortnite、PlayerUnknownのBattlegrounds、League of Legendsなどで使用されている。 取引条件は開示されなかった。
2019年5月、同社は1億5000万ドルのシリーズE資金調達ラウンドを確認し、評価額を60億ドルに引き上げた。
その年の7月、D1キャピタルパートナーズ、CPP投資委員会、ライトストリートキャピタル、セコイアキャピタル、シルバーレイクパートナーズとともに、ユニティの普通株主が同社の株式を売却できるように5億2500万ドルの入札に資金を提供することを発表した。
Unity Technologiesは、2019年9月にゲーム分析会社deltaDNAをさらに買収し、 後に5310万ドルの価値で報告された。 同社は2019年10月にライブゲーム管理プラットフォームChilliConnectを買収して買収を継続し、 そして、2019年11月の3DアプリケーションストリーミングサービスFurioosの作成者Obvioos。
同年、UnityはArtomatixを買収するために4880万ドルを支払った。
ArtEngineと呼ばれるAI支援材料作成ツールを開発する会社。
5億4180万ドルの収益が増加しているにもかかわらず、Unityは1億6,320万ドルの損失も増加した。
同社のIPOファイリングは、2019年に1億6230万ドル以上の損失を報告し、2004年の創業以来一貫してお金を失っていることを明らかにした。損失にもかかわらず、同社は収益と従業員数の面で一貫して成長している。

### 株式公開とさらなる買収(2020年-現在)
2020年6月、UnityはAppleと提携して、2020.2リリースでAppleシリコン搭載のMacで動作するようにUnity Engineを更新し、ゲーム開発者が新しいハードウェアプラットフォームをサポートするためにゲームを更新できるようにしたと発表した。Appleシリコン移植版のUnity Editorは、WWDC 2020 Platforms State of the Unionイベントでデモされた。
その年の8月17日、Unityは、分散バージョン管理システムPlastic SCMを作るCodice Softwareを買収したと述べた。
同年、UnityはFinger Food Advanced Technology Groupを4680万ドルで買収した。
ユニティは2020年8月に新規株式公開(IPO)を提供する計画を発表した。
当時、同社は月間150万人のユーザーを報告し、毎日15万の新しいプロジェクトが開始された。
同社は2020年9月17日に目標価格を上回る合計13億米ドルでIPOを完了し、翌日にNYSE:Uのティッカーの下でニューヨーク証券取引所で公開会社として取引を開始した。IPOはUnityに137億米ドルの推定価値を与えた。 
2020年12月、UnityはマルチプレイヤーネットワーキングフレームワークであるMLAPIの買収を発表した。そして、コンピュータビジョンとディープラーニングの会社であるRestAR。。
2021年6月、3Dデータ最適化技術の開発者であるPixyz Softwareを買収した。
同社は2021年8月にデスクトップストリーミングソフトウェアであるParsecを3億2000万米ドルで買収する計画を発表した。
現金と株式の取引で、Unityは2021年11月にWeta Digitalを16億3000万ドルで買収した。ユニティは「ウェリントンに本拠を置く会社の275人のエンジニアを従業員に」追加した。後者の視覚的特殊効果とアニメーションチームは「スタンドアロンのエンティティとして存在し続け、Unityの「メディアとエンターテイメントの分野で最大の顧客」になる。WetaFXはピーター・ジャクソンが過半数を所有している。
2022年1月、Unityはバンクーバーに拠点を置くVFX企業であるZiva Dynamicsの買収を発表した。
2022年3月、彼らはインタラクティブなオンラインコンサートやイベントを作成するためにインソムニアックとのパートナーシップを発表した。
2022年6月、ユニティは200人以上の労働者と推定される労働力の4%を解雇した。
2022年7月、Unityは44億米ドル相当の全株式取引でironSourceを購入することに合意した。
取引が完了すると、Unityの株主は合併会社の約73.5%を所有し、現在のironSourceの株主は約26.5%を維持する。
ユニティはまた、取引が成立すると、セコイアキャピタルとシルバーレイクから10億ドルの投資を受け取る。
2022年8月、AppLovinは全株式取引で175億4000万ドルと引き換えにUnityを購入するという未承諾の申し出をした。提案された合併により、元UnityのCEOであるJohn Riccitielloが合併事業体のCEOになる。
AppLovinの入札は、Unityが7月に購入することに同意したironSourceを除外している。その月の後半、Unityの取締役会は申し出を拒否し、ironSourceの買収を完了することを約束した。
ironSourceの合併は2022年11月に完了した。
2023年1月、284人の従業員が解雇された。
5月、Unityは世界の労働力の約8%にある600人の雇用を解雇すると発表した。
2023年9月、Unityは価格設定モデルの変更を発表し、Unityプランに応じて、特定のしきい値を超えたインストールに基づいて開発者に請求する新しいUnityランタイム料金を導入した。
これらの変更は、開発者コミュニティからの否定的な反応に直面し、不正確なインストールカウントの見積もりや悪意のあるアクターによる損害の可能性、および遡及的に適用される料金のしきい値など、新しい価格構造の結果としての財政的負担の増加に関する不満と懸念を表明した。
米国全土のオフィスは一時的に閉鎖され、標的を絞った死の脅迫のために当局に連絡した。
Unityは、2023年9月22日に否定的なフィードバックに応じて改訂された条件を発表した。これらの変更には、10万ドルではなく20万ドルまでの資金提供を受けたプロジェクトに使用できるUnity Personalの料金がないことが含まれる。料金は、Unity 2024以降に開発されたゲームにのみ適用され、料金は自己報告に基づいており、毎月の収益の2.5%または毎月のエンゲージメントに基づく計算された金額である。
WIREDによると、部分的な反撃にもかかわらず、同社の評判は取り返しのつかないほど損なわれる可能性がある。
一部の開発者は、今後は信頼の欠如のために会社のサービスや製品の使用に戻らないと述べている。
2023年10月9日、UnityはRiccitielloが論争の中で会社を去ること、ジェームス・ホワイトハーストが暫定CEO、社長、取締役として就任することを発表した。2024年1月に別のレイオフが発表された。Unityは、「会社のリセット」の一環として、1,800人の雇用、つまり労働力の25%を削減した。

## 企業業務
Unity Technologiesはカリフォルニア州サンフランシスコに拠点を置く公開企業で、IPOは2020年9月だった。
2018年現在同社は、北米、ヨーロッパ、アジアのオフィスで2,000人以上を雇用している。
2023年10月まで、2014年に共同創設者のデビッド・ヘルガソンに代わって最高経営責任者(CEO)に就任したジョン・リッチティエロが率いていた。
ダニー・ランゲは以前、2016年後半から2023年まで人工知能と機械学習の副社長を務め、Googleに入社した。ユニティ・テクノロジーズは2017年に最初の独立取締役を指名した。Riccitielloは、同社が将来上場するつもりなら、この動きが必要だと述べた 。
TechCrunchによると、Unity Technologiesは6億ドル以上の資金を調達し、2018年までに約30億ドルと評価された。
その投資家には、Sequoia Capital、Draper Fisher Jurvetson、Silver Lake、China Investment Corporation、FreeS Fund、Thrive Capital、WestSummit Capital、Max Levchinが含まれる。
収益源には、ゲームエンジン、Unity Asset Store、Unityプラットフォームのライセンス料が含まれる。
Unityの事業は、Operate Solutions（2015年に新しく設立されたUnity Ads、Unity In-App Purchases、その他のツールで構成される）、Create Solutions（Unity Engineサブスクリプションおよびその他のプロフェッショナルサービスで構成される）、およびStrategic Partnershipsに分かれている。2019年、報告された収益のうち、Operate Solutionsが54%、Create Solutionsが31%、残りの収入源が15%を占めた。
2017年、Unity Technologiesは、アムステルダムで開催されたUnityのUnite Europe会議に出席するために、中東から50人のビデオゲームプログラマーを後援するプログラムであるUnity Without Bordersを立ち上げた。
ユニティ・ウィズト・ボーダーズは、ドナルド・トランプ大統領の政権による旅行制限の影響を受けたビデオゲームプログラマーを後援した。
Unityはまた、Unity for Humanity賞を通じて、Unityのリアルタイム3D技術を使用してゲームや体験を構築するクリエイターに与えられる年次助成金を授与している。
Unityは、2020年に二酸化炭素炭素排出量が±ゼロに達したと発表し、同時にScience Based Targets Initiativeに署名した。
2021年1月、ユニティは元リバプールCEOのピーター・ムーアをスポーツとライブエンターテイメントのSVP兼GMとして雇った。

## Unity エンジン
Unityの名を冠したプラットフォームは、2次元、3次元、バーチャルリアリティ、拡張現実のビデオゲームやその他のシミュレーションを作成するために使用される。
このエンジンは、もともとビデオゲームを作成するために2005年に発売された。その後、フィルムや自動車製造を含む他の業界に販売された 。
2022年9月、UnityはUnity Softwareのツールスイートにサーバーホスティングとゲームマッチメイキングサービスを追加した。
そして2023年3月、同社はキャラクター、環境、アニメーション、効果音など、AIが生成した資産の市場を発表した。
2020年現在, Unity製のアプリケーションは、20億人の月間アクティブユーザーによって使用され、月間150万人のクリエイターが使用された。
25以上のプラットフォームをサポートし、市場に出回っているモバイルゲームの約半分、拡張現実とバーチャルリアリティコンテンツの60%を作成するために使用されている。
Microsoft HoloLensなどの新興拡張現実プラットフォームの約90%、Samsung Gear VRコンテンツの90%を含む。
フォーチュンによると、ユニティは「バーチャルリアリティビジネスを支配している」という。